# 앙코르 (연주회)

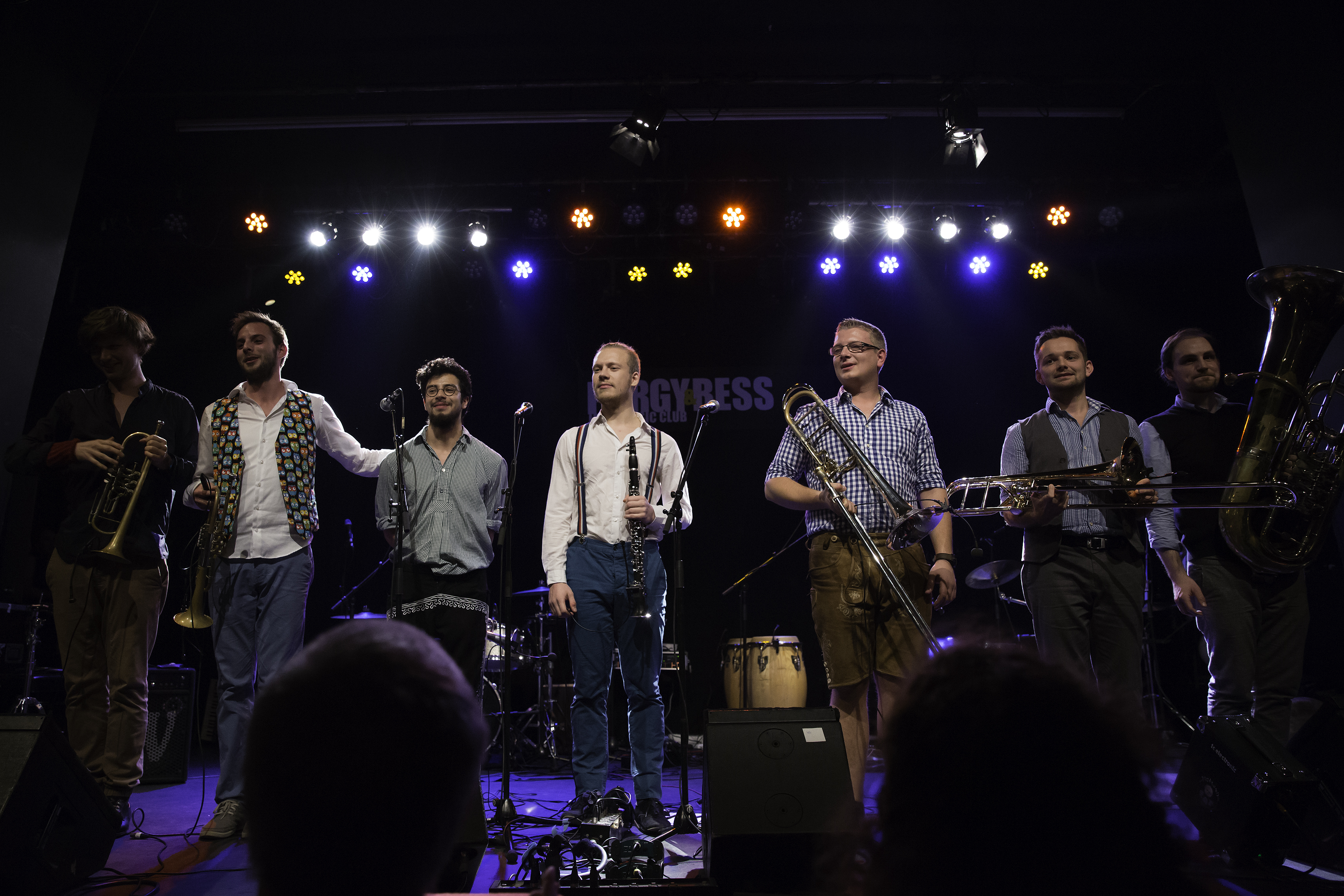
오스트리안 월드 뮤직 어워드에서의 앙코르

앙코르(프랑스어: encore) 또는 앵콜은 콘서트 같은 공연에서 추가 공연을 요구하는 구호를 말한다.
앙코르는 예정된 공연이 끝난 후 공연자들이 일반적으로 청중의 긴 박수에 대한 응답으로 추가 공연을 하는 것이다. 그들은 공연자들에게 가장 칭찬받는 종류의 박수로 간주된다. 다수의 앙코르는 드문 일이 아니며, 처음에는 청중이 아티스트가 무대를 떠난 후에도 계속해서 박수를 보내며 추가 공연을 요구할 때 자발적으로 시작되었다. 그러나 현대에는 자발적인 경우가 거의 없으며 일반적으로 쇼의 미리 계획된 부분이다.

## 용어
앙코르라는 단어는 '다시, 좀 더'를 의미하는 프랑스어 앙코르 [ɑ̃kɔʁ]에서 유래했다. 그러나 프랑스어에서는 이런 식으로 사용되지 않지만 이탈리아어에서는 ancora이다. 프랑스어 사용자는 일반적으로 같은 상황에서 une autre('다른'), un rappel('귀환, 커튼콜') 또는 라틴어 bis('두 번째')를 대신 사용한다. 이탈리아 사람들도 bis를 사용한다. 영국에서는 19세기 초에 [un']altra volta('또 다른 시간'을 의미하는 이탈리아어)가 사용되었지만 이러한 사용은 1900년까지 완전히 대체되었다.